# Stefano Giliati
Stefano Luigi Giliati (Montréal, 7 ottobre 1987) è un allenatore di hockey su ghiaccio ed ex hockeista su ghiaccio canadese naturalizzato italiano, di ruolo attaccante.

## Carriera

### Club
Giliati dopo l'esperienza giovanile nei West Island Lions fu scelto dai Shawinigan Cataractes al Draft QMJHL del 2004. La stagione successiva passò ai Lewiston Maineiacs, dove restò per tre stagioni mettendosi tanto in luce da essere messo sotto contratto, dal 3 aprile 2008, dai Toronto Maple Leafs, disputando alcuni incontri già al termine della stagione 2007-2008 con la squadra satellite dei Toronto Marlies in American Hockey League.
Non esordirà mai in NHL, né con Toronto (oltre che coi Marlies giocò anche con un'altra squadra satellite, i Reading Royals in ECHL), né con i Tampa Bay Lightning che lo acquistarono nell'agosto del 2010 (giocherà tutta la stagione in American Hockey League coi Norfolk Admirals).
Nel 2011 giunse in Europa: nella prima stagione si accasò all'HC Bolzano, con cui vinse lo scudetto, prima di trasferirsi in SM-Liiga con il SaiPa, dapprima in prova, venendo poi confermato anche per la stagione successiva. Nel 2014 rimase in Finlandia, ma cambiò squadra, firmando per un anno con gli Espoo Blues.
Dopo una stagione da protagonista, Giliati si trasferì nella Kontinental Hockey League firmando con il Medveščak Zagabria. Terminata l'esperienza con la squadra croata, nel settembre 2016 venne ingaggiato dall'HC Davos con la formula del try-out. Tuttavia dopo solo 3 partite in Lega Nazionale A non gli venne rinnovato il contratto e si accasò agli Schwenninger Wild Wings.
Le tre stagioni in Deutsche Eishockey Liga furono positive: nel 2017-2018 risultò il terzo top scorer della squadra e in totale realizzò 25 reti e 28 assist in 111 presenze. Nel febbraio 2019 lasciò la Germania per concludere la stagione in Svizzera con i SCL Tigers con i quali totalizzò 5 assist in 3 partite.
Per la stagione 2019-2020 fece ritorno all'HC Bolzano, nel campionato mitteleuropeo ICE Hockey League. Dopo un'annata positiva, nonostante il campionato terminò prematuramente a seguito della diffusione del Covid-19, rinnovò il contratto con la società altoatesina anche per la stagione successiva.
Rimasto svincolato, nel settembre 2021 si accordò con l'Asiago Hockey, approdando nella Alps Hockey League. Coi veneti vinse il suo secondo scudetto e la Alps Hockey League.
Al termine della stagione, dopo undici anni in Europa, fece ritorno in Nord America, in ECHL coi Fort Wayne Komets.

### Nazionale
Giliati nel dicembre 2014 partecipò alla Spengler Cup con il Team Canada, nella quale riuscì a realizzare una rete in tre gare disputate.
In possesso del passaporto italiano e maturate due stagioni consecutive in una squadra di club italiana, necessarie per vestire la maglia azzurra, il 1º maggio 2021 esordì con il Blue Team nell'amichevole vinta 1-0 contro la Francia in preparazione al Mondiale.
Nello stesso mese prese parte ai Mondiali di Top Division in Lettonia. Segnò la sua prima rete in Nazionale, e la prima in una competizione iridata, nell'ultimo match del torneo contro gli Stati Uniti. Ad agosto partecipò al torneo di qualificazione olimpica di Riga.

## Palmarès

### Club
- Campionato italiano: 2

Bolzano: 2011-2012
Asiago: 2021-2022
- Alps Hockey League: 1

Asiago: 2021-2022

### Individuale
- QMJHL First All-Star Team: 1

2007-2008
- ECHL Player of the Week (01/03-07/03, 26/10-01/01): 2

2009-2010